# Perforazione (ingegneria)
La perforazione è quella lavorazione meccanica di tranciatura in cui vengono praticati dei fori di diverse forme e dimensioni in fogli di lamiera o in nastri (detti coils) per ottenere una lamiera forata.

## Procedura
La perforazione della lamiera viene effettuata per mezzo di punzone e matrice che vengono montati su appositi stampi di presse meccaniche o idrauliche.
Le lamiere forate così ottenute sono spesso utilizzate per la creazione di sistemi di filtraggio, pannellature o elementi d'arredo.